# 管路系統

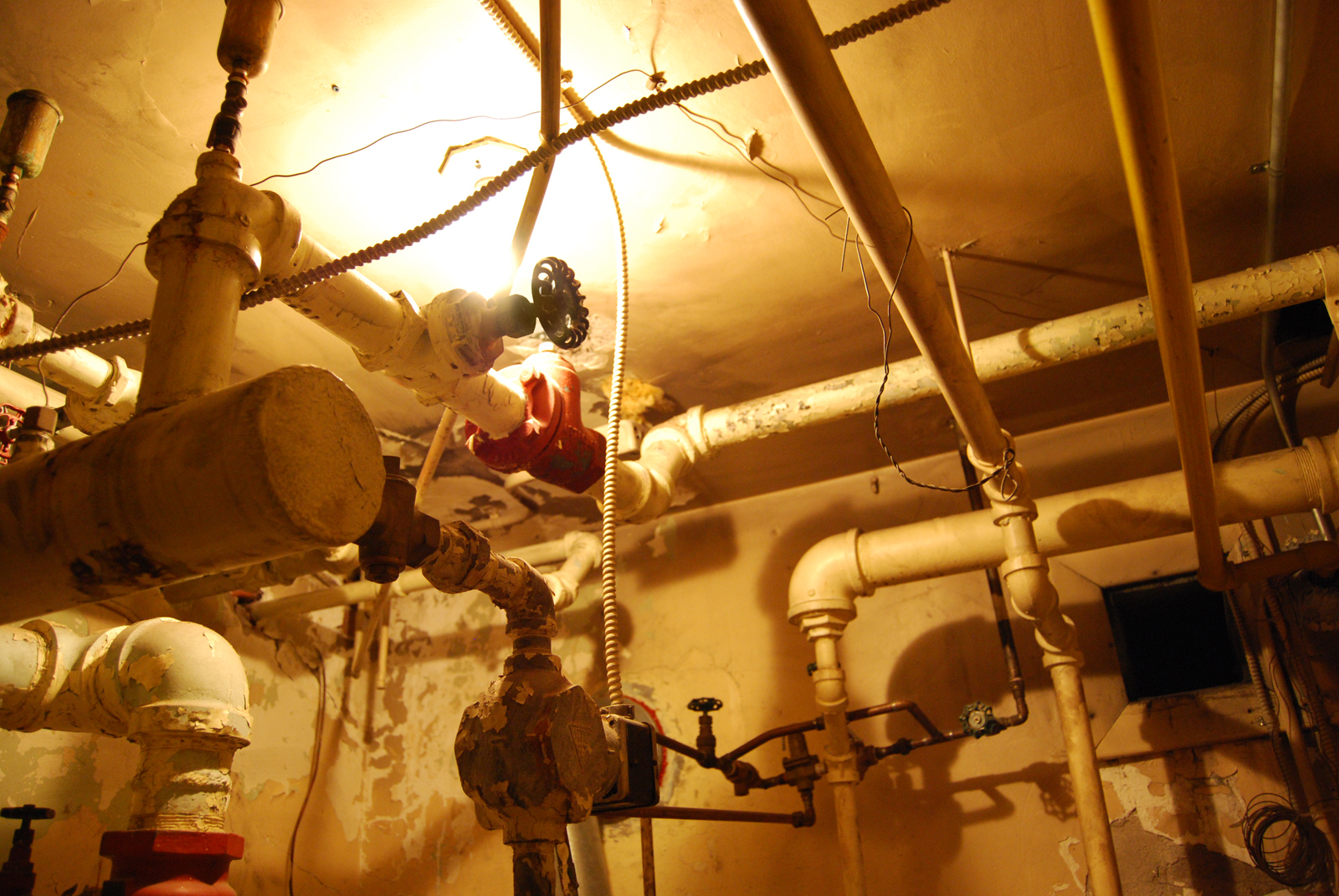
由硬钢管和截止阀构成的複雜系統控制着流體流向建築物的各个部分。

管路系統，或称管道系统、管路，是為不同目的輸送流體的系統。管路系統會使用管道、閥門、卡具、储罐及其它装置来輸送流體。管路系統最常見的用途是输送冷暖气、废水和饮用水等等，但也有其它用途。
在發達國家，管路系統基礎設施對公共卫生和环境卫生至關重要。另外，值得注意的是，雖然鍋爐工和管鉗工的工作會接觸到管道，但他們並不是管道工（或简称“管工”），儘管如此，他們也會負責一些管工的工作。

## 歷史

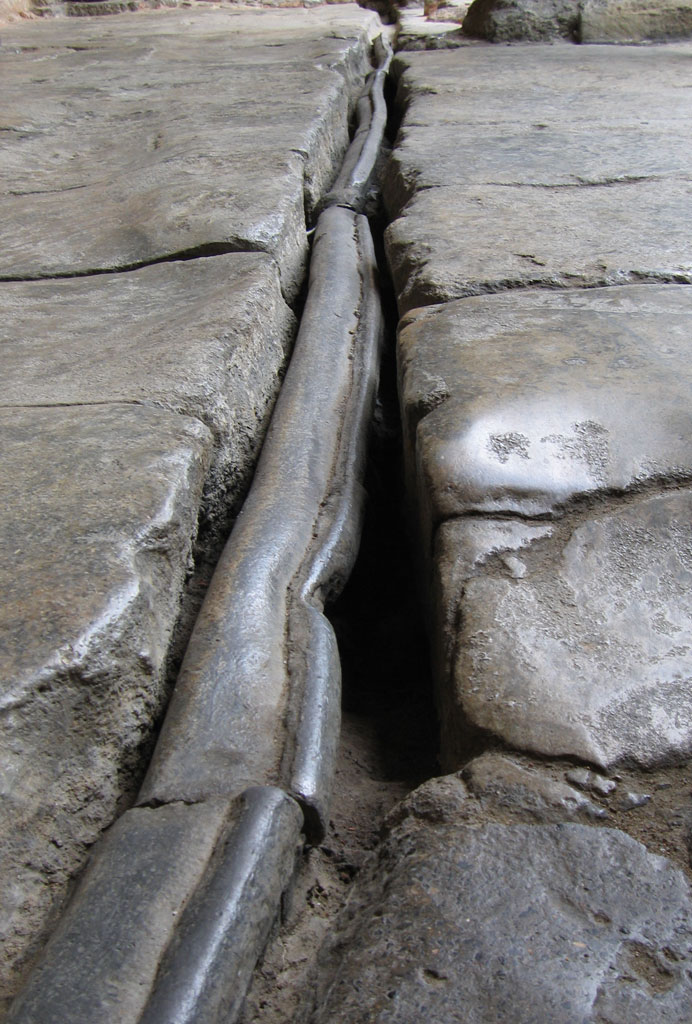
位於英國森麻實郡巴斯的羅馬浴場中，帶有折疊縫的羅馬鉛管。

管路系統起源於古代文明，如希臘、羅馬、波斯、印度和中國的城市——因為他們發展了公共浴池，并且需要為更多的人口提供饮用水并處理廢水。在公元前2700年，印度河流域文明的城市居住區出現了帶有寬法蘭，並利用柏油防止洩漏的標準化土質管道。另一方面，羅馬人使用铅管刻文防止偷水。早期的管道经常以铅制成，如羅馬屋頂的管道和排水管，某些屋顶亦會以鉛覆蓋，除此之外，管道系統和建築浴場也會用到鉛。
管路系統在古羅馬時期達到了它的早期巔峰，在該時期，管路系統出現了擴展的渡槽系統，和瓦片排水，但是也廣泛地使用鉛管。隨著罗马帝国的衰落，供水设施和衛生設施的發展在其後1000年間停滯不前，甚至出現倒退。直到19世紀初，隨著現代化密集人口城市的增長，才得到显著的发展。在這段時期，當局公共卫生部门開始敦促安裝更好的污水處理系統，以預防或控制流行病的传播。此前，污水處理系統僅僅是收集污水，並將其傾倒在地上或河中。最終，單獨的地下水和污水系統取代了開放的污水溝和污水池。
今天，多數大城市都會將污水輸送到污水處理廠，以便在排入水流或其他水體之前分離废物并部分地淨化水。在飲用水方面，從19世紀末到1960年左右，镀锌鐵管在美國很常見。在此之後，銅管取代了鍍鋅鐵管。起先是帶有喇叭口配件的軟銅，後来是使用焊接配件的剛性銅管。
由於人們逐渐意識到鉛中毒的危害，因此在二战之後，飲用水系統中鉛的使用量急劇下降。此時，作為鉛管更好、更安全的替代品，銅管出現了。

## 系統分类

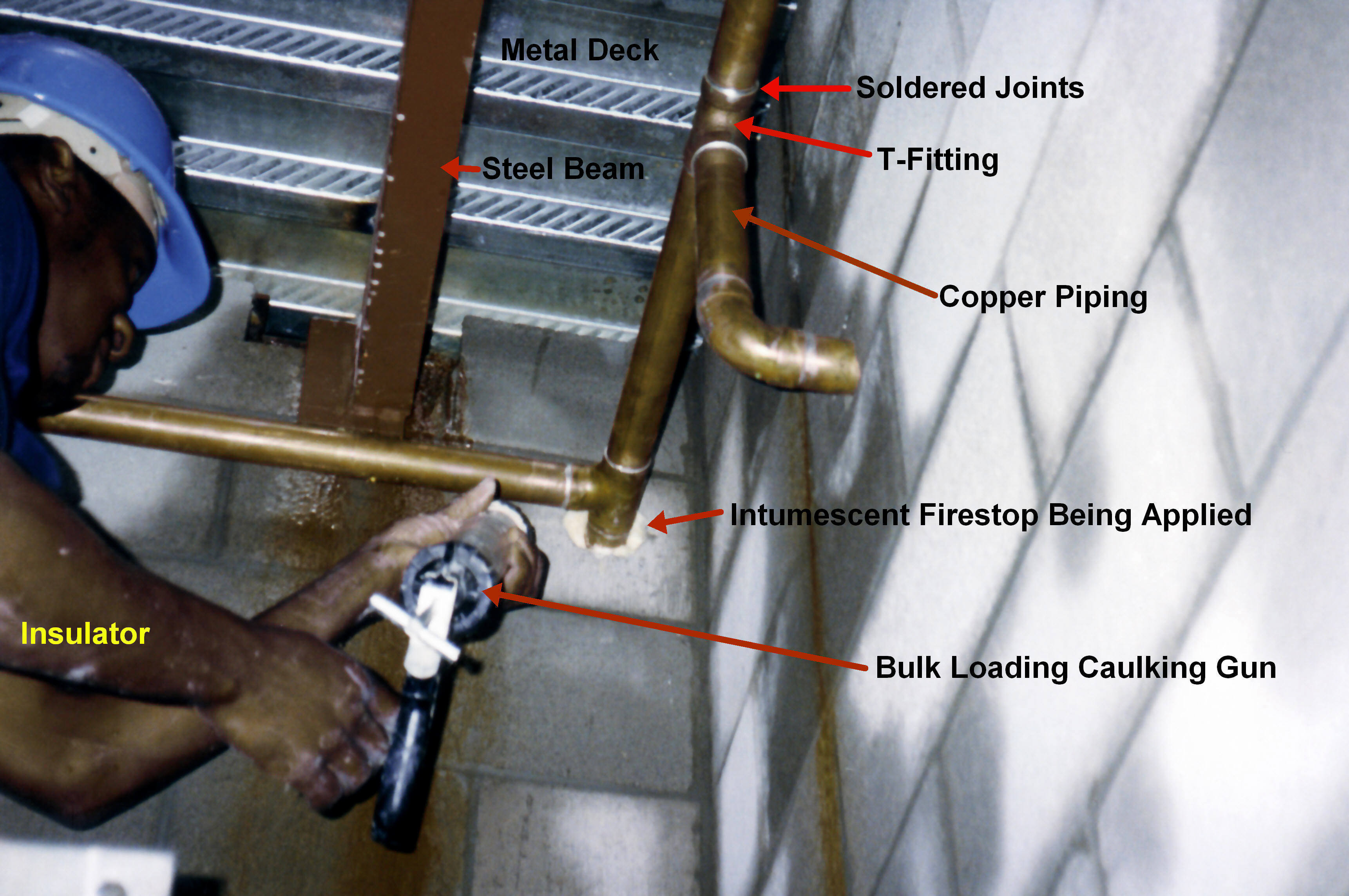
一座建築物中的铜管路系統。

管路系統或其子系統的主要分類有：
- 用于飲用的冷熱自来水供應
- 下水道和現場污水處理系統（英语：septic system），不論其是否包括废水热回收（英语：Water heat recycling）、灰水（使用過的水）回收處理系統
- 雨水、地表水及地下水的排水
- 燃氣管道
- 循環加熱冷卻系統（英语：hydronics）：即利用水來傳送熱能的加熱和冷卻系統，可以用於區域供暖系統，例如紐約市地下蒸汽系統。

## 水管

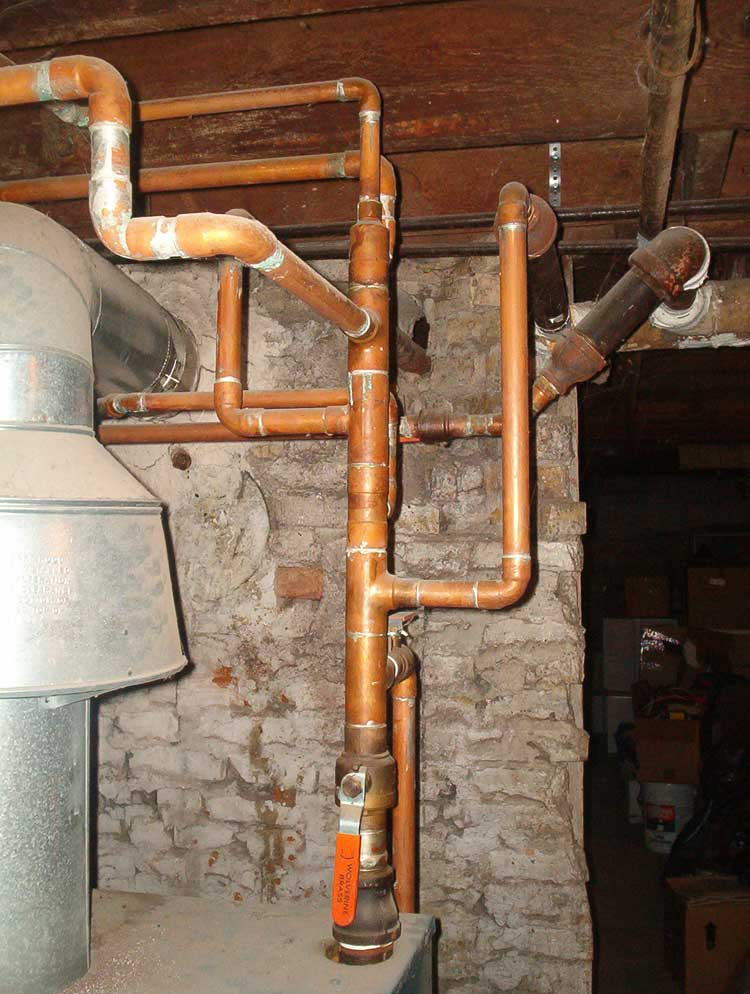
一个铜制水管系统，用于散热器供暖系统。

水管是一种管子或管，通常是塑料的或金属的，它将带压的、处理过的淡水送往建筑物（作为市政供水系統的一部分 ），并在建筑物中输送。

### 历史

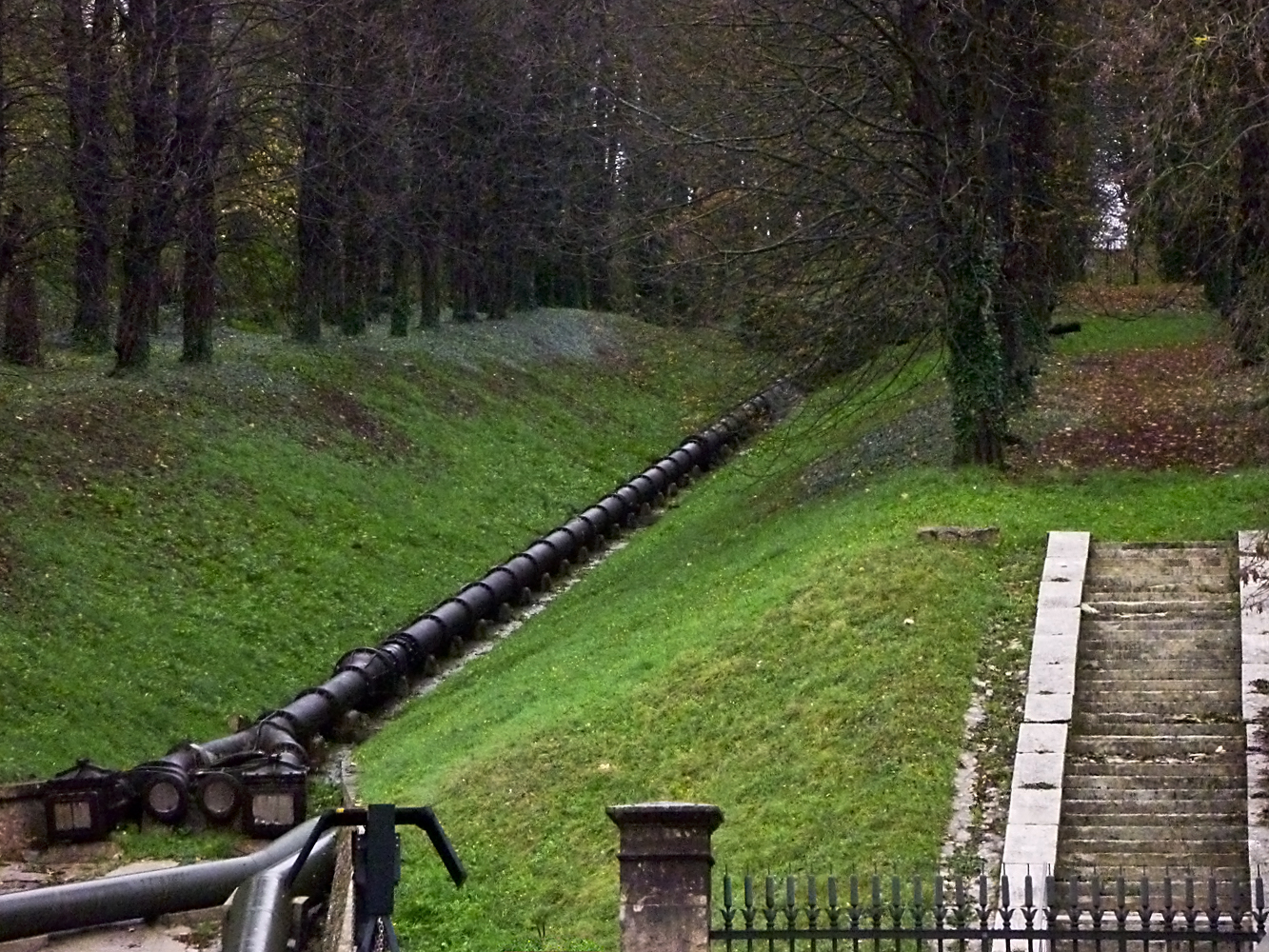
旧水管，马尔利机械遗迹，靠近法国凡尔赛

许多世纪以来，铅是水管的常用材料，因为其延展性使它很容易被塑造成所需的形状。铅的摄入会危害健康，但在这件事被充分理解之前，有许多与铅相关的健康问题，包括死产和婴儿死亡率高，而铅制水管是一个重要因素。在20世纪早期，铅水管仍被广泛应用，包括许多家庭。此外，铅锡合金焊料被广泛用于焊接铜管，但在现代实践中则使用锡锑合金焊料来代替，以避免铅的危害。
尽管罗马人使用铅管很普遍，他们的渡槽却很少使人中毒。在世界的其它地区，铅管导致中毒的现象很普遍；而罗马的水不同，它含钙很高，会在管壁形成一层水垢，从而避免了水与铅直接接触。当时的铅中毒很广泛，尤其是那些容易获得自来水的人，大量的证据往往令人困惑。铅曾被用于炊具，以及作为加工食品和饮料的添加剂，例如作为葡萄酒的防腐剂，这很不幸。罗马铅管铭文提供了所有者信息，以防止偷水。
16和17世纪的伦敦及其它地方，使用了木制水管。这种管子的制作方法是，将原木掏空，端部为锥形，并有小孔，以便水能流过。管子之间则使用热的动物脂肪来密封。1800年代的蒙特利尔和波士顿经常这样使用，20世纪的美国广泛地使用了木制拼接管道。这些管道代替了瓦楞铁管道或增强混凝土管道，由短木切下的型材制成。由硬木榫锁定的连接环形成了灵活的结构。在二战期间安装了大约100,000英尺这种木制管道，用于公路旁、军队营地、军港、机场和军工厂的排水沟和雨排。
在耐用塑料材料出现之前，铸铁管和球墨铸铁管曾因成本低而长期替代铜。但在过渡到其它金属管时，必须使用特制的绝缘接头，除非是终端配件。这是为了避免不同金属之间的电化学作用导致的腐蚀（参见伽凡尼电池）。
通常使用青铜管接头和短管来连接各种材料。

## 尺寸与材料

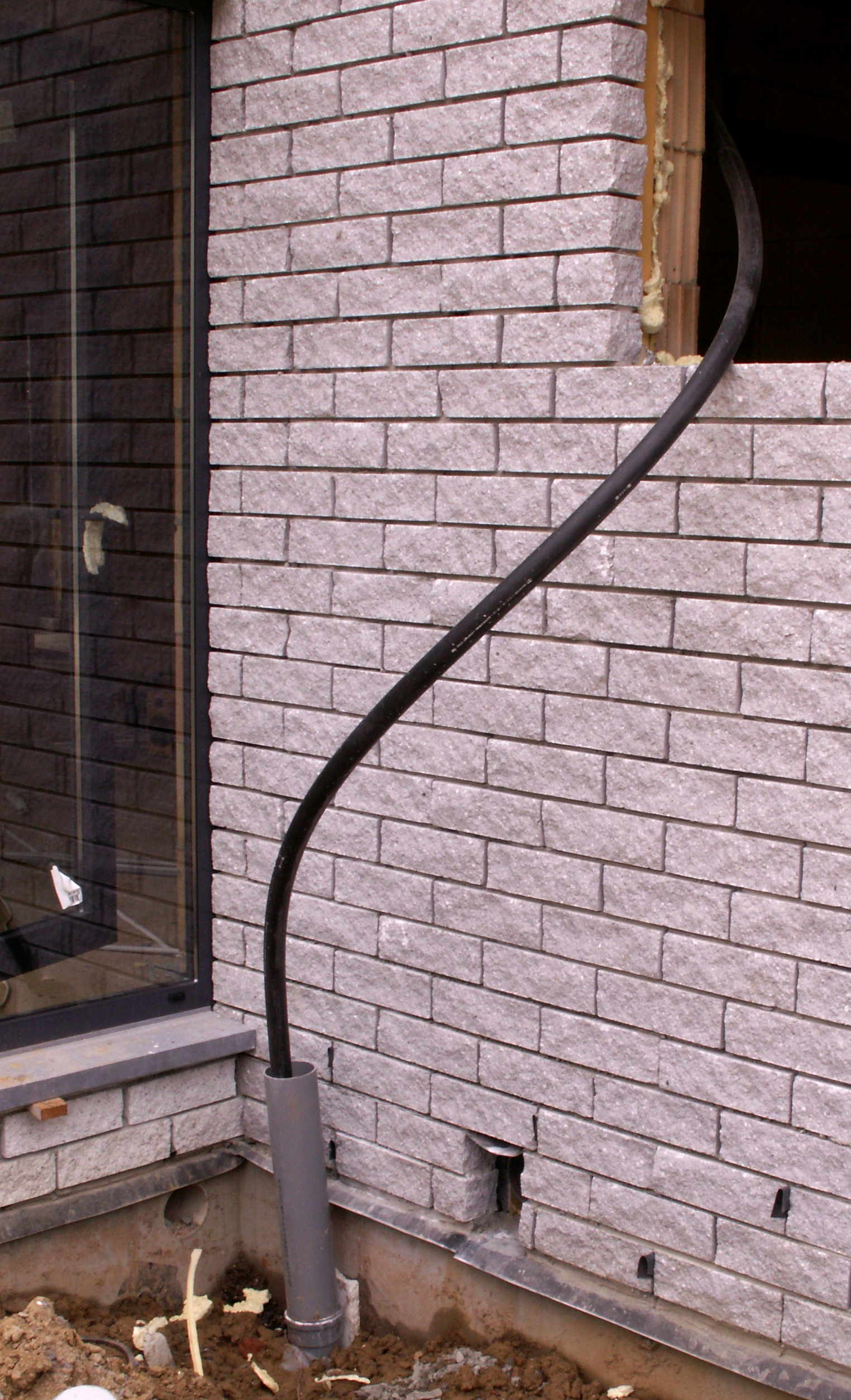
正在安装的塑料水管。请注意，内管是实际输送水的，而外管只是一个保护套。

应用于管路的PVC管和镀锌钢管，是以IPS（铁管尺寸）来度量的。而铜管、CPVC、PeX和其它管都使用名义度量，基本上就是平均直径。这些尺寸方案使过渡配件能够普遍适应。例如，1/2"的PeX管与1/2"的铜管尺寸相同。但是，1/2"的PVC管与1/2"的其它管尺寸并不相同，因此需要使用带外螺纹或内螺纹的配件来连接它们。
管道可以使用刚性“接头”，根据材料的不同，“接头”有各种长度。管材，特别是铜管，是由刚性硬回火“接头”或软回火（退火）的卷制成。PeX和CPVC管材也是由刚性“接头”或柔性卷制成。铜的回火，无论是刚性“接头”的还是柔性卷的，都不会影响其尺寸。
水管厚度和管壁可能有所不同。管壁厚度按不同比例来表示，英国的大口径聚乙烯管用标准尺寸比（SDR）来表示，即管径与其壁厚之比。管壁厚度随着管径的增大按比例增加，管径可以是壁厚的20、40、80倍，特殊情况下还可以更高。该比例很大程度上取决于系统的工作压力，压力越高则要求管壁越厚。铜管有四种壁厚：DWV型（壁最薄；仅允许作为UPC排水管）、M型（薄；通常只允许作为IPC排水管）、L型（较厚，用于水管和供水服务的标准壁厚）和K型（最厚，通常在地下用于主管和水表之间）。由于管道是商品，因此管壁越厚意味着初始成本越高，通常也更具耐用性，并适应更大的压力公差。
管壁的厚度并不影响管的尺寸。1/2"的L型铜管与1/2"的K型或M型铜管具有相同的外径。其它的管道度量系统也一样。因此，当壁厚增加时，由于内径减小了，压力损失会略有增加。换句话说，1英尺的1/2"L型铜管的流量略小于1英尺的1/2"M型铜管。

### 材料
古代的供水系统依靠重力来供水，使用的管道或水渠通常由黏土、铅、竹子、木头或石头制成。供水管道，尤其是水管，会使用箍以钢带的空心原木。在接近500年以前，英国就使用原木来分配水了。美国的城市从18世纪后期到19世纪，开始使用空心原木。今天，大多数供水管道由钢、铜和塑料制成; 而大多数排水管则由钢、铜、塑料和铸铁制成。
管路系统中直的部分被称为“管”。管通常由铸造或焊接而成，也可以通过挤型而成。通常，厚壁管可以使用螺纹连接或焊接，而薄壁管则需要特殊的连接技术，例如钎焊，压缩装配、卷边，或用于塑料的溶剂焊接。在管道及配件中，更加详细地讨论了这些连接技术。

#### 钢
用于饮用水供应和分配的镀锌钢管，其标称管道尺寸通常为3⁄8英寸（9.5）至2英寸（51）。今天的新建住宅已经很少使用这种管道了。根据美国国家标准管螺纹（National Pipe Thread，NPT）的标准，钢管使用锥形外螺纹，与弯头、三通、接头、阀门和其它配件上的锥形内螺纹相连接。镀锌钢管（通常在管道行业中简称为“镀锌管”或“铁管”）相对较贵，并且由于重量较大且需要套扣设备而难以使用。它仍然被保留下来的普遍用途包括，修复现有的镀锌管系统，以及在酒店、公寓和其它商业建筑中满足通常建筑规范的阻燃性要求。它也非常耐用，且能够抵抗一定的机械损伤。黑漆钢管是用于自动喷淋和天然气的最广泛使用的管材。
大多数典型的单户住宅系统并不需要超过3⁄4英寸（19）的供水管道，成本是原因之一。另一个原因是，随着时间的推移，钢管内部镀锌涂层的锌会发生脱落，从而造成内部生锈和形成矿物沉积而阻塞管道。用于饮用水配送的镀锌钢管，其使用寿命约为30至50年，在具有腐蚀性水污染的地区其寿命更短，而且这种情况并不少见。

#### 铜
二十世纪下半叶，铜管被广泛用于生活用水系统。由于铜价大幅上涨，对铜产品的需求下降，导致对替代产品的需求有所增加，包括交联聚乙烯和不锈钢。

#### 塑料

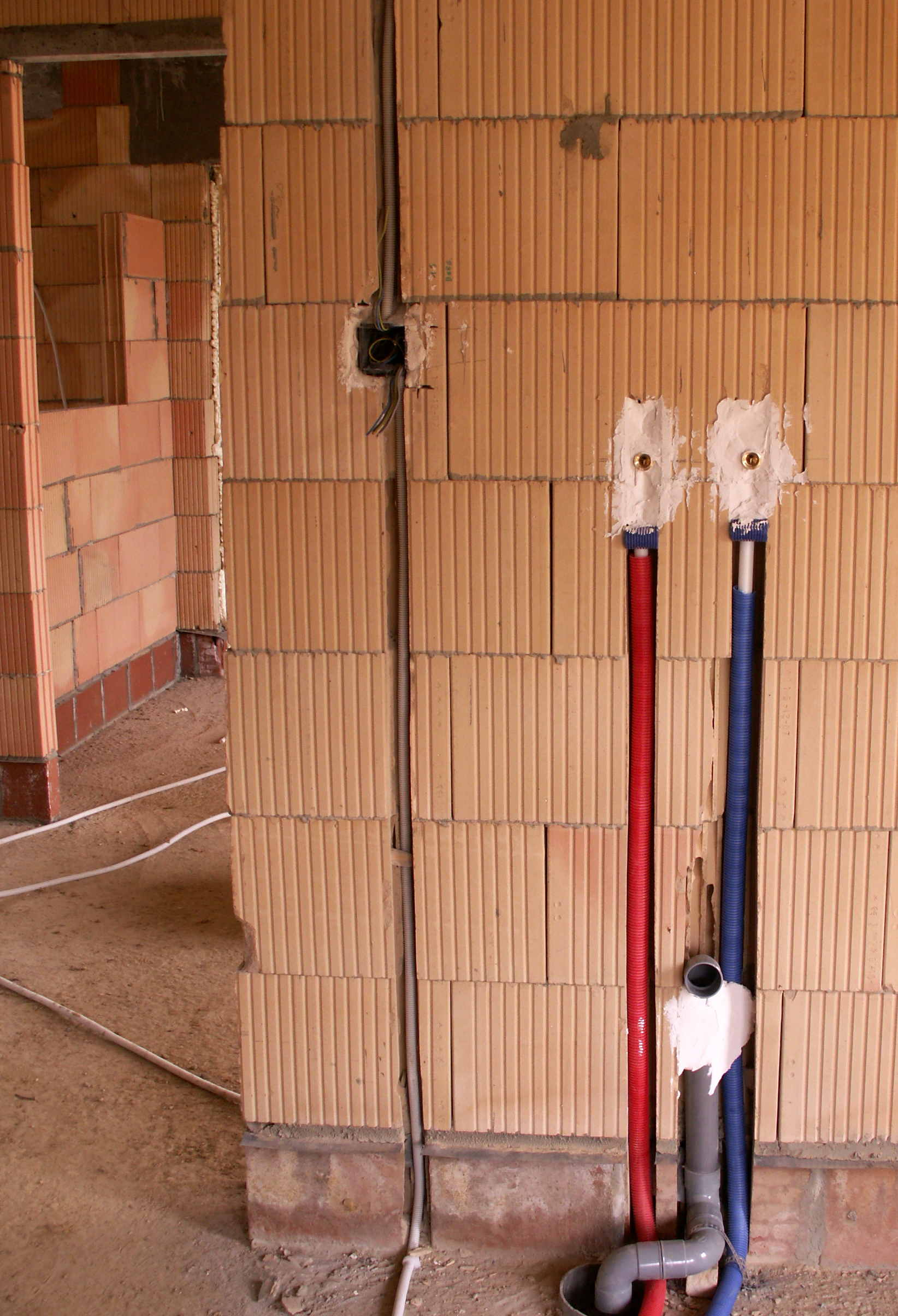
为水槽供水的塑料冷热水管

塑料管广泛用于生活供水和排水（Drain-Waste-Vent，DWV）管道。作为主要材料的聚氯乙烯（PVC）是在19世纪开始实验性生产的，但直到1926年才开始实用性生产。当时BF古德里奇公司（BF Goodrich Co.）的沃尔多·塞蒙开发了一种塑化PVC的方法，使其更易加工。PVC管于1940年代开始制造，并在二战后德国和日本的重建期间被广泛用于排水管道。在1950年代，西欧和日本的塑料制造商开始生产ABS树脂管。生产交联聚乙烯（PEX）的方法也是在1950年代开发的。塑料供水管，以及各种材料和配件，变得越来越普遍。
- 聚氯乙烯（PVC）/氯化聚氯乙烯（英语：Chlorinated polyvinyl chloride）（CPVC）——硬质塑料管类似于PVC排水管，但管壁更厚，以承受市政水压，于1970年左右推出。PVC代表聚氯乙烯，它已成为金属管道的常见替代品。PVC应当仅用于冷水或通风。CPVC可用于冷热饮用水供应。根据规范要求，应使用清洁剂和胶水进行连接。[20]
- 聚丙烯（PP）——该材料主要用于家庭用品、食品包装和临床设备。[21]但自1970年代初以来，全世界越来越多地将其用于家用冷热水。PP管是热熔（英语：Heat fusion）的，不适合使用胶水、溶剂或机械配件。PP管通常用于绿色建筑项目。[22]
- 聚对苯二甲酸丁二酯（PBT）——柔性（通常为灰色或黑色）塑料管，连接着带倒钩的配件，并用铜压接环固定到位。PBT最早的制造商管材与配件（tubing and fittings）因该系统故障导致的集体诉讼而陷入破产。[來源請求]不过，PB和PBT管已经重返市场，并且有了新的规范，通常首先用于“暴露位置”，如立管。
- 交联聚乙烯（英语：Cross-linked polyethylene）（PEX）——交联聚乙烯系统，采用带倒钩的机械连接配件，以及压接的钢环或铜环。
- 聚乙烯储罐——塑料聚乙烯蓄水池、地下水箱、地上水箱，通常由线性聚乙烯制成，适合作为饮用水储水箱，可以是白色、黑色或绿色。
- 铝塑管——即PEX-Al-PEX，在PEX层之间夹有一层铝管，并以改良的黄铜压缩配件连接。2005年，有大量这种配件被召回。[需要解释]

如今的供水系统使用高压泵网络，建筑物中的管道则由铜、黄铜、塑料（尤其是被称为PEX的交联聚乙烯，估计在单户住宅中的使用率达60％）或其它无毒材料制成。由于其毒性，美国大多数城市在1920年代已逐渐淘汰铅供水管道，尽管铅管在1980年代还被美国管道规范所批准。而铅被用于饮用水的管道焊接，直到1986年才被禁止。排水管线由塑料、钢、铸铁或铅制成。

### 图集

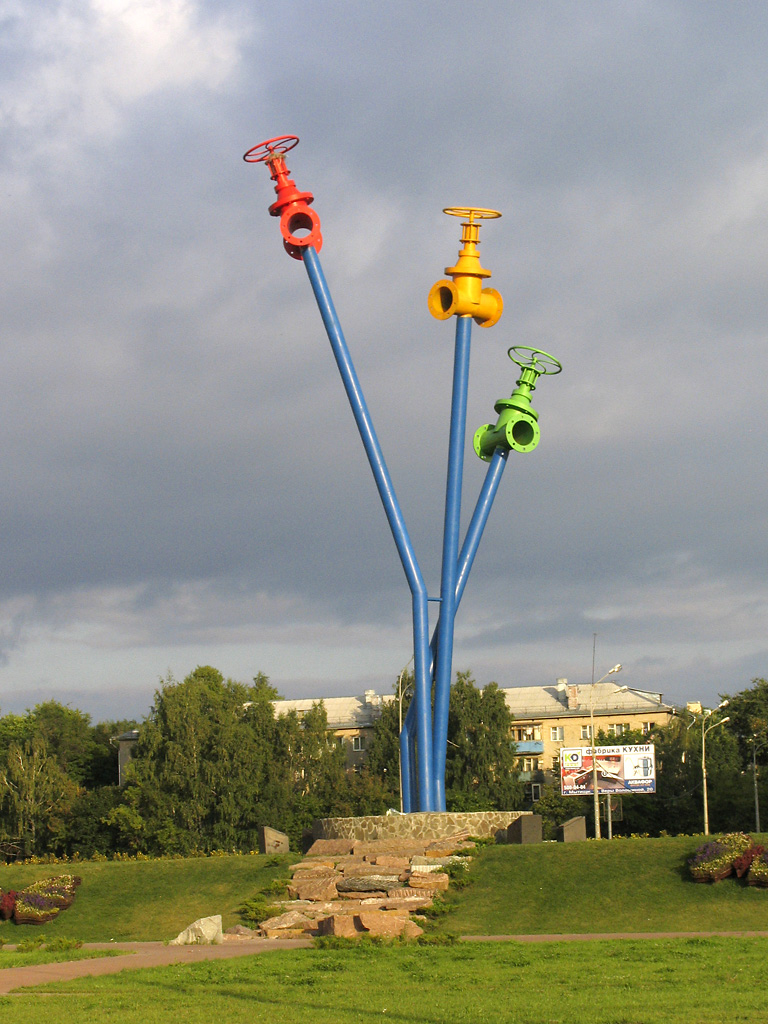
俄罗斯梅季希的水管纪念碑
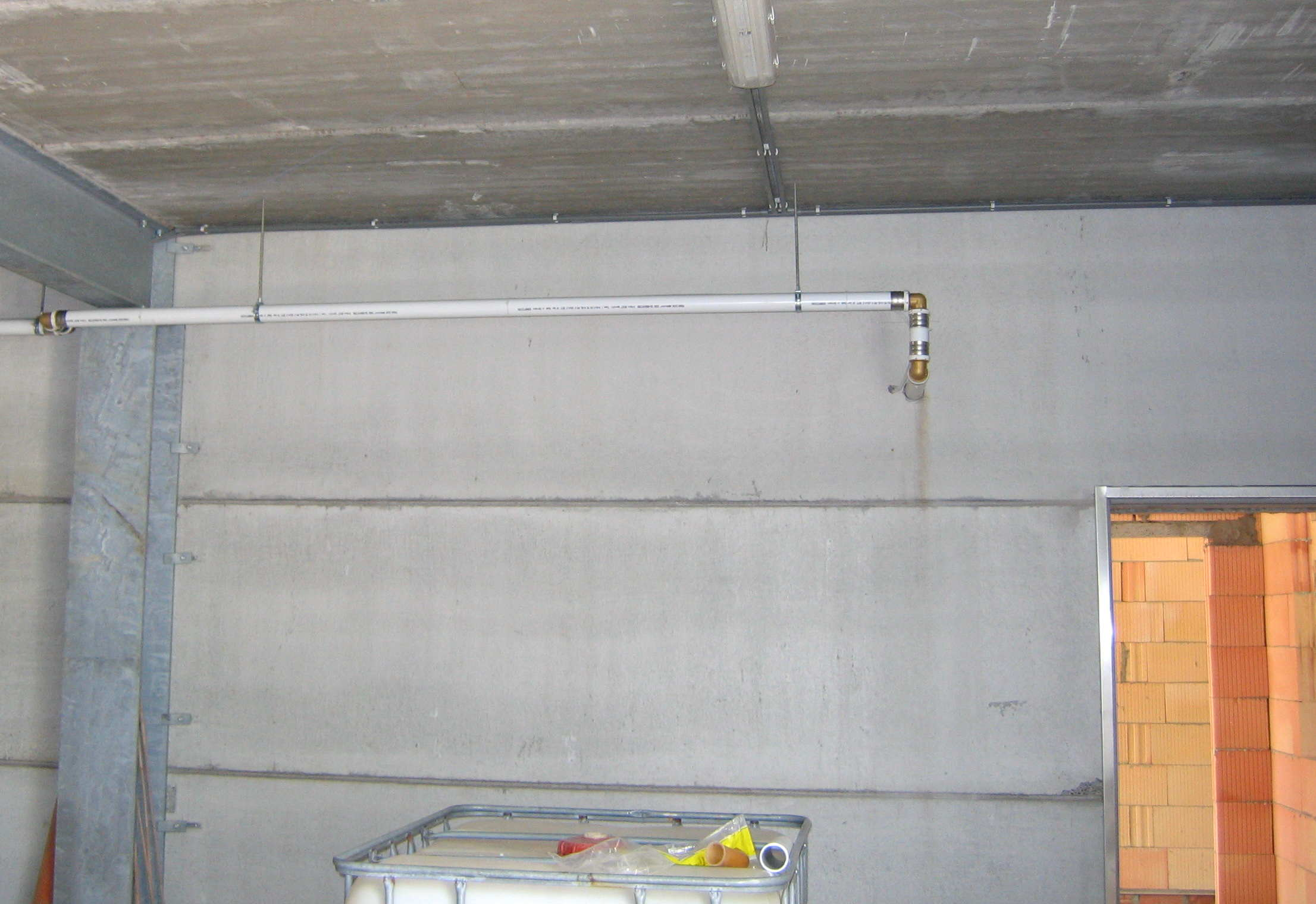
用于压力容器的特制水管。该水管道可以保持高压水，并且相对较细。
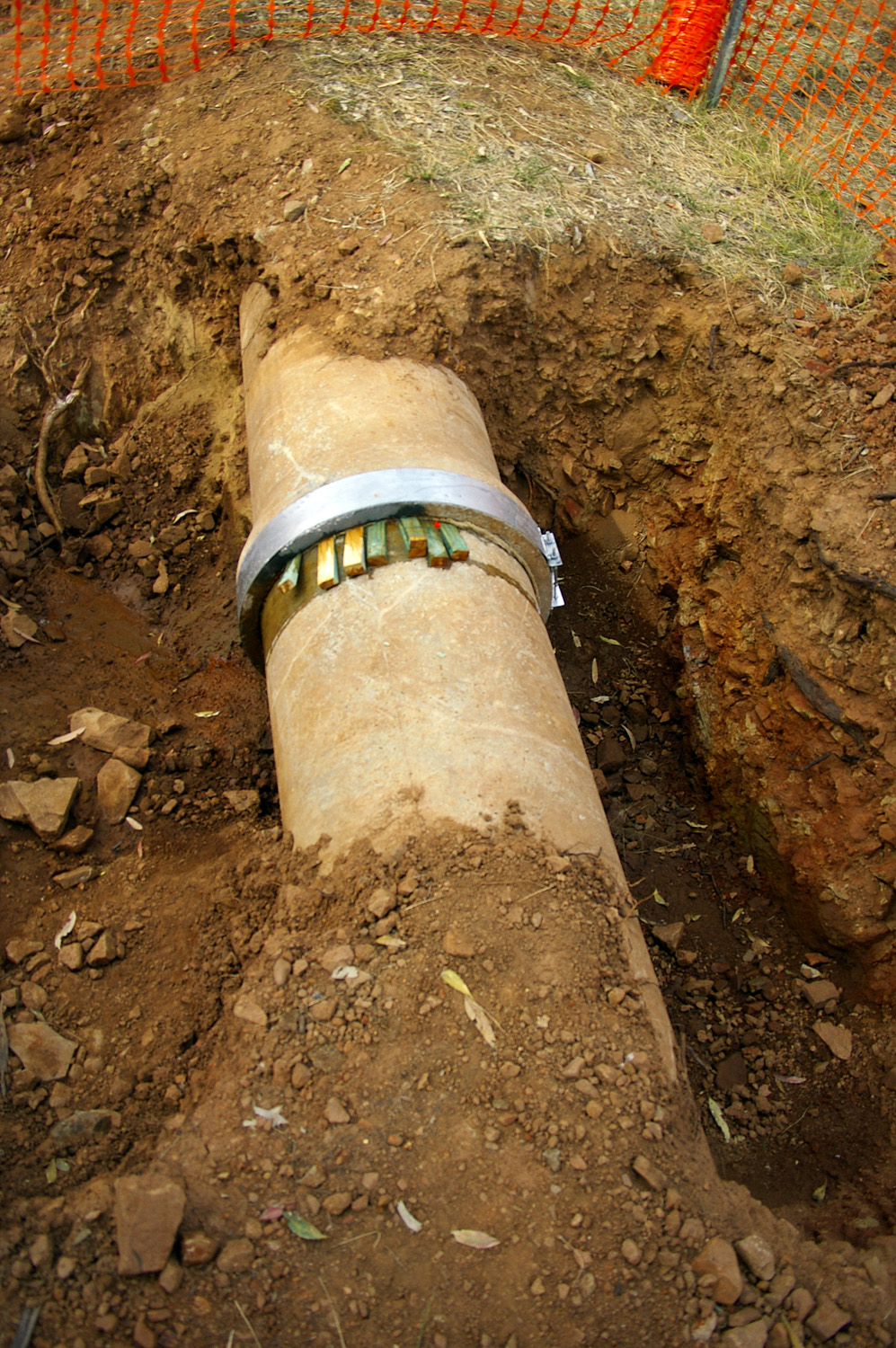
混凝土水管
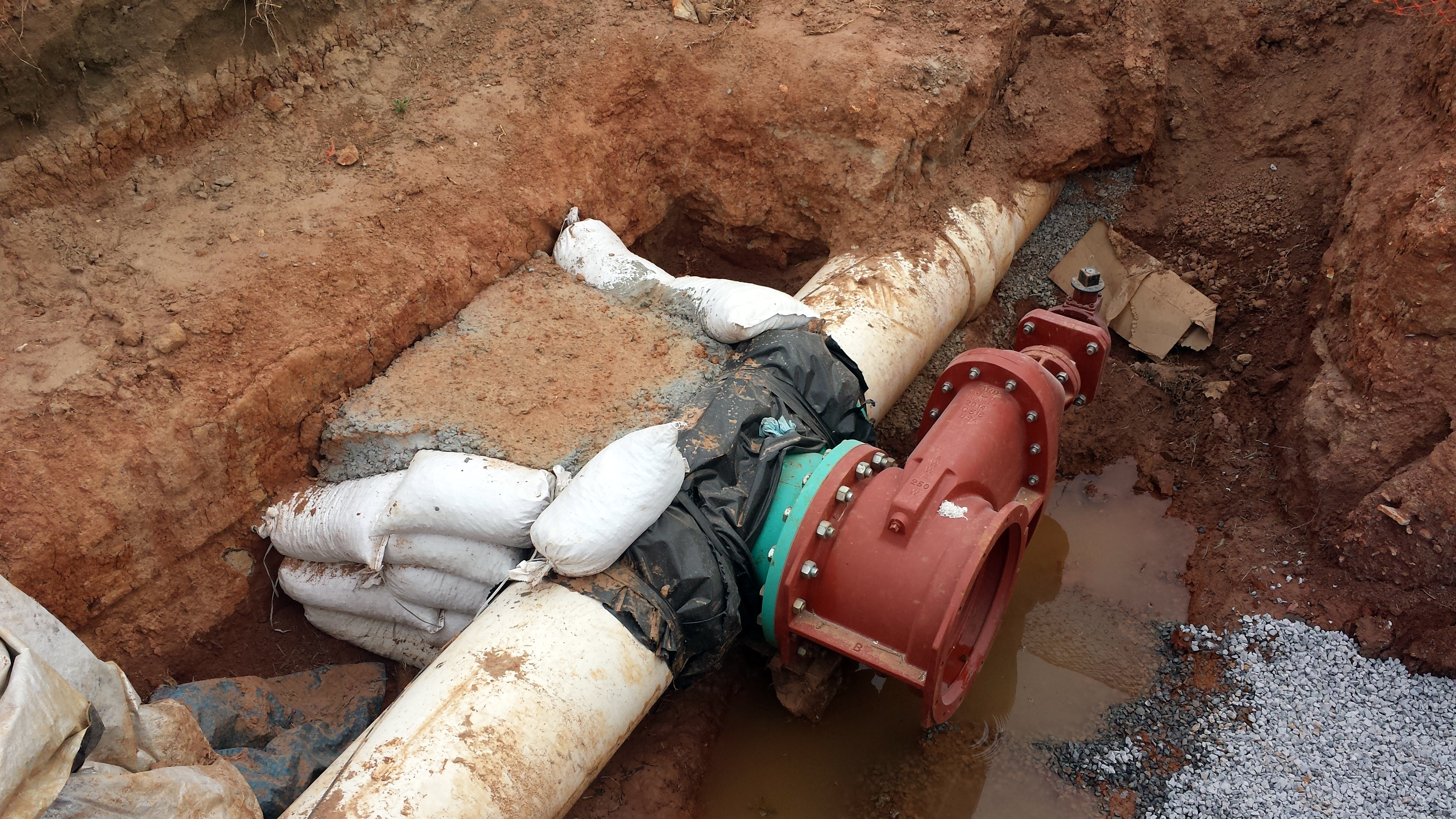
以不锈钢攻套管将阀门（红色）连接到一条现有的水管线（白色管道）。在新连接的后面做了一个混凝土推力块。

## 配件

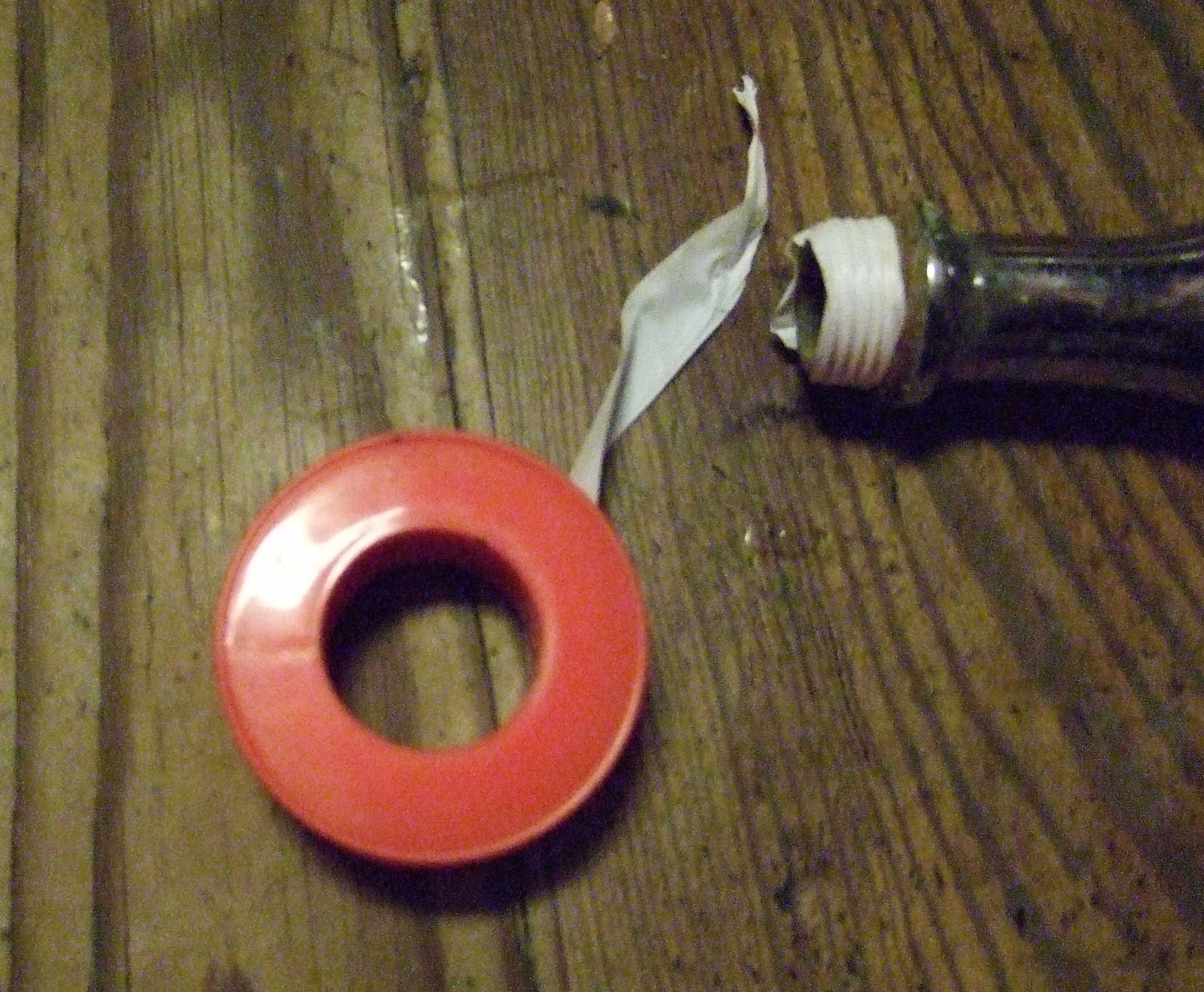
生料带

除了长管以外，管路系統中也會使用管道配件，如閥門、彎头、三通和接頭。管道和配件會使用管架和绑带来固定。
取水设备是使用水的可更換設備，可以連接到建築物的管路系統。它們被認為是「固定裝置」，因為它們是建築物的半永久性部件，通常不是單獨拥有或個別維護的。終端用戶可以看得見取水设备，而取水设备也是為他們設計的。取水设备的例子有：抽水馬桶、小便斗、坐浴桶、蓮蓬頭、浴缸、公共设施和廚房盥洗盆、飲水喷头、制冰机、增濕器、空氣清洗器（air washer）、噴泉和洗眼裝置。

### 密封
螺紋管道的接合處會使用生料带或管道塗料密封，許多管道设备則會使用管工腻子封在其安裝的表面上。

## 设备和工具

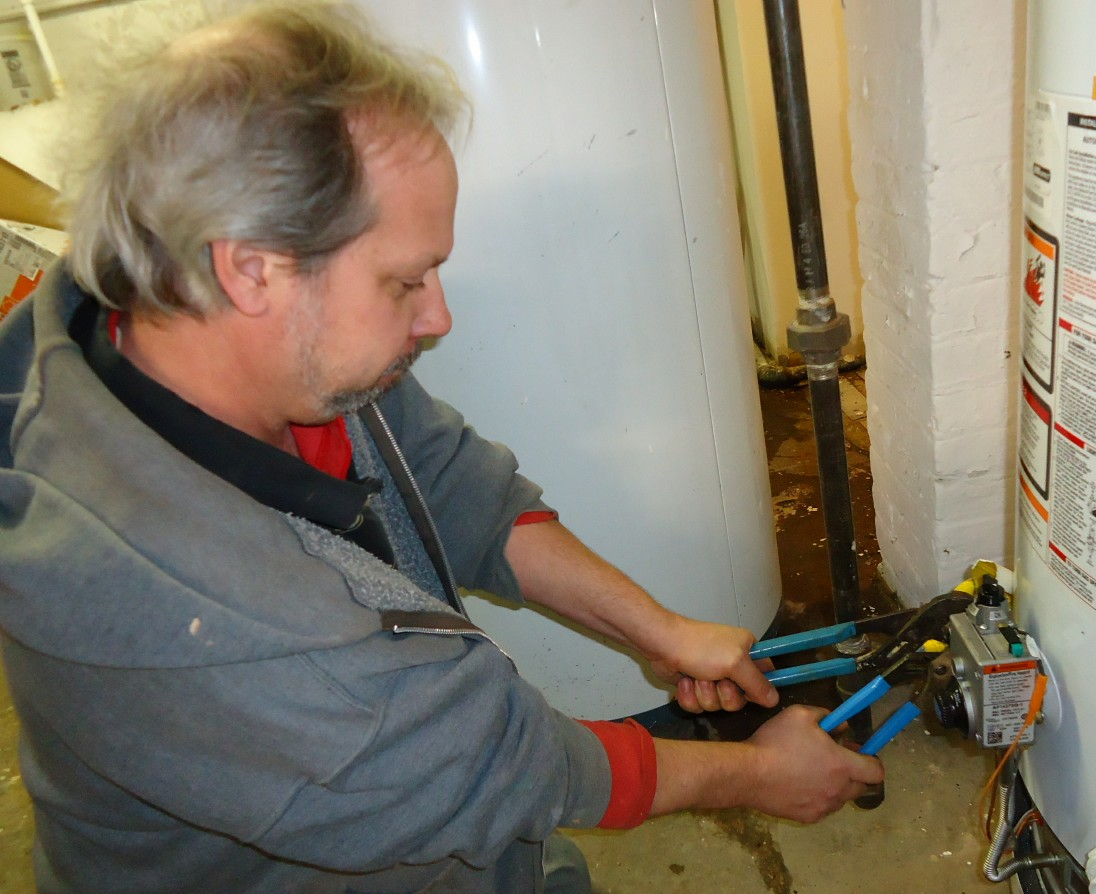
管工正在紧固供气管道上的装置。

管路设备通常藏在墙里，或者位于公共设施空间，而不为公众所见。它包括水表、泵、膨胀水箱、防倒流设备、水过滤器、紫外线杀菌灯、硬水软化器、水加热器、换热器、仪器仪表和控制系统。
管工要做好工作，需要很多工具。虽然许多简单的管工工作可以只靠几种常用的手持工具来完成，但那些更复杂的工作则需要专门的工具，这些工具是专门设计的，它们能使这些工作变得更加容易。
专用的管工工具包括管扳钳、扩口钳、管钳、弯管机、截管器、板牙，以及连接工具，如焊枪和压接工具。并且人们也在不断开发新的工具，来帮助管工更高效地处理问题。例如，管工用摄像机来检查隐蔽的泄露或其它问题，他们将水射流和连着钢缆的高压泵用于非开挖下水管线更换。
过多雨水造成的洪水或下水道堵塞，可能需要专门的设备，例如设计用真空来抽取原始污水的重型泵车。

## 問題
房屋的管路系統中已經證實存在細菌。幾個世紀以來，人們已經知道社區供水系統可以傳播像傷寒和霍亂這樣的水傳播疾病，但是最近才認識到「伺機性房屋管路系統病原體」；1976年發現的嗜肺军团菌、鳥分枝桿菌和綠膿桿菌是最常發現的細菌，免疫力低下的人吸入或攝入這些病菌就有可能受感染。這些伺機性病原體可以生長在水龍頭、淋浴頭、熱水器和管壁等处。这些地方有利於细菌生長的原因包括「高表面積與體積比、間歇性停滯、低消毒劑殘留和升温循環」。高表面積與體積比（例如比較大的表面積）使得細菌可以形成生物薄膜，保護細菌免受消毒影響。

## 规范

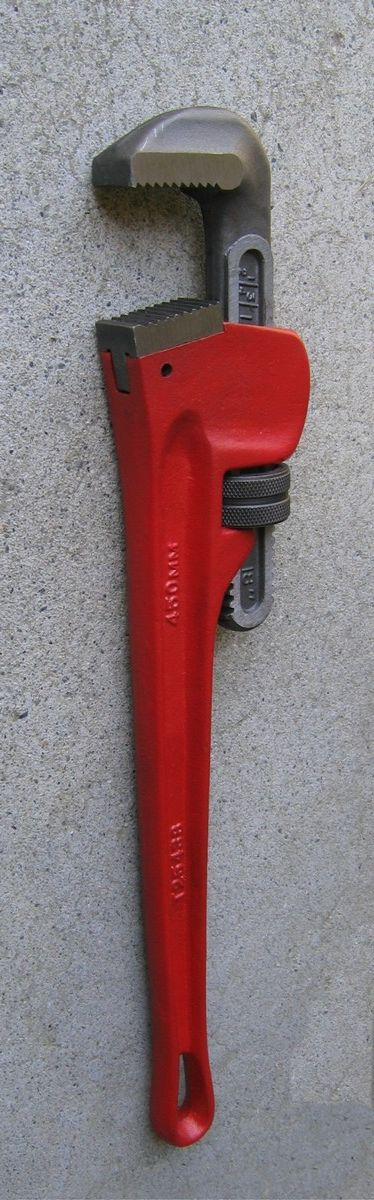
用于把持和旋动管子的管钳

在人口密集地区的大部分管道工作是由政府或准政府机构来规范的，因为这直接影响到公众的健康、安全和福利。住宅和其它建筑的管道安装和修复工作，通常必须按照管道和建筑法规来进行，以保护建筑中的居民，以及为未来的买家确保安全、高质量的结构。如果工作需要许可证，管道承包商通常需要从代表住户或业主的当局获得资质。

### 澳大利亚
在澳大利亚，负责管路监管的国家管理机构是澳大利亚建筑法规委员会（Australian Building Codes Board）。他们负责制定国家建筑法规（National Construction Code，简称NCC）的第3卷管路条例2008和澳大利亚管路法规。
每个州级政府都有他们自己的管理局和法规来给管工颁发执照。他们还负责对NCC上列出的法规进行解释、管理和执法。通常，建立这些管理局唯一的目的就是在各个州/领地来规范管路相关活动。然而，一些州级监管法案已经很过时了，其中一些法案仍然基于十多年前实施的地方政策。这导致当前政策未涵盖到的管路监管问题越来越多，因此，许多政策目前正在进行更新以涵盖这些新问题。这些更新包括，更改颁发执照所需的最低经验和培训要求，新的和更具体的管道类型的附加工作标准，以及将澳大利亚管道规范（Plumbing Code of Australia）纳入州法规，以使全国的管道法规标准化。

### 英国
英国的专业机构是管道和暖气工程特许协会（教育公益组织），但是实际上该行业仍然是几乎不受控制的；并没有一个系统来监控无资质的管工，或那些选择自己进行安装和维护工作的业主的活动，尽管他们操作不当时会产生健康和安全问题；参见世界卫生组织（WHO）和世界管路委员会（WPC）共同发布的《管路系统与健康》（Health Aspects of Plumbing，简称HAP）。WPC随后向世界卫生组织派出了一名代表，来推进和管路系统与健康相关的各种项目。

### 美国
在美国，管路系统规范和许可一般都是由州和地方政府控制的。在国家层面，由美国国家环境保护局来指导如何让管材和配件构成无铅管路系统，以遵循《饮用水安全法》（SDWA）。
一些在美国广泛使用的标准是：
- ASME A112.6.3 - 楼层与沟渠排水
- ASME A112.6.4 – 屋顶、地板和阳台排水
- ASME A112.18.1/CSA B125.1 – 管道供应配件
- ASME A112.19.1/CSA B45.2 – 铸铁搪瓷和钢搪瓷管道装置
- ASME A112.19.2/CSA B45.1 – 陶瓷水管装置

## 延伸閱讀
- 迪克·特雷西（英语：Dick Teresi）.  [失落的发现：现代科学的古老根源 - 从巴比伦人到玛雅人]. 纽约: 西蒙与舒斯特. 2002: 351–352. ISBN 0-684-83718-8 （英语）.

## 外部連結
- [疾病登记局环境医学病例研究：铅的毒性]. 美国卫生及公共服务部.   [2018-07-30]. （原始内容存档于2016-02-10） （英语）.
- [世纪之交马萨诸塞州的铅制水管与婴幼儿死亡率].   [2018-07-30]. （原始内容存档于2012-04-14） （英语）.
- [环境医学病例研究：铅的毒性].   [2018-07-30]. （原始内容存档于2009-06-05） （英语）.
- [有毒物常见问题解答：铅].   [2018-07-30]. （原始内容存档于2006-01-28） （英语）.